# Pradolina Redy-Łeby
Pradolina Redy-Łeby (kaszb. Pradolëzna Łebë-Redë) (313.46) – mezoregion fizycznogeograficzny w północnej Polsce, najwyraźniejsza na Pobrzeżach Południowobałtyckich pradolina, którą odpływały wody w okresie zanikania na terenie Polski zlodowacenia bałtyckiego.
Pradolina ma około 90 km długości i 353 km² powierzchni, przy czym rozszerza się w kierunku zachodnim i południowo-zachodnim od 1,2 km w okolicy Wejherowa do 5,5 km u wylotu na Wybrzeże Słowińskie.
Dziś spadek dna doliny skierowany jest w dwóch kierunkach: Reda płynie na wschód do Zatoki Puckiej, Łeba uchodzi w kierunku jeziora Łebsko. Dział wodny pod Strzebielinem leży na wysokości 40 m n.p.m., na stożku napływowym osadzonym przez spływającą z wzniesień pojeziernych Łebę. Dolne części pradolin są zatorfione. 